# Orkan 1993
Orkan 1993 (FMÖ 93) var en militärövning (försvarsmaktsövning) som genomfördes i Sverige 23–29 september 1993. Orkan var den sista försvarsmaktsövningen som genomfördes innan det 24 år långa uppehållet intill försvarsmaktsövningen Aurora 17. Övningen genomfördes i huvudsak inom Mellersta militärområdet (Milo M) och övningsledare var militärbefälhavaren för Milo M, generallöjtnant Torsten Engberg. Övningsledningen var baserad vid Svea ingenjörregemente (Ing 1) i Almnäs garnison, Södertälje.
I övningen deltog inalles 20 000 man av vilka 13 000 var ur armén, 4 000 ur marinen samt 3 000 ur flygvapnet. Huvuddelen av personalen var värnpliktiga som undergick repetitionsutbildning. Förutom markstridsförband deltog bland annat en ytattackflottilj, delar av en kustartilleribrigad, fem jaktflygdivisioner, en attackflygdivision samt en lätt attackflygdivision. Materielmässigt ingick 36 artilleripjäser, 36 infanterikanonvagnar, 24 pansarbandvagnar, 60 stridsfartyg, 190 stridsflygplan och helikoptrar samt 2 800 övriga fordon. Den sammanlagda kostnaden för övningen uppgick till cirka 330 miljoner kronor.